# Noa Liauw a Fong
Noa Liauw a Fong (* 18. Mai 2000) ist eine niederländische Tennisspielerin.

## Karriere
Liauw a Fong spielt vor allem auf der ITF Women’s World Tennis Tour, wo sie bislang jeweils zwei Titel im Einzel und Doppel gewinnen konnte.

## Turniersiege

### Einzel
| Nr. | Datum             | Turnier   | Kategorie   | Belag     | Finalgegnerin         | Ergebnis  |
| --- | ----------------- | --------- | ----------- | --------- | --------------------- | --------- |
| 1.  | 15. Dezember 2018 | Dschibuti | ITF $15.000 | Hartplatz | Maggie Man Ying NG    | 6:2, 6:2  |
| 2.  | 22. Dezember 2018 | Dschibuti | ITF $15.000 | Hartplatz | Kazjaryna Skatschkowa | 6:3, 7:62 |

### Doppel
| Nr. | Datum             | Turnier   | Kategorie   | Belag     | Partnerin    | Finalgegnerinnen                  | Ergebnis         |
| --- | ----------------- | --------- | ----------- | --------- | ------------ | --------------------------------- | ---------------- |
| 1.  | 22. Dezember 2018 | Dschibuti | ITF $15.000 | Hartplatz | Merel Hoedt  | Patricia Böntgen Katharina Hering | 7:66, 6:4        |
| 2.  | 14. Mai 2022      | Kairo     | ITF W15     | Sand      | Yasmin Ezzat | Noma Noha Akugue Ani Wangelowa    | 3:6, 6:3, [11:9] |